# 呂福海
呂福海（？—），崑曲演員，工丑行，中國國家一級演員，中國共產黨員，現在是江蘇省蘇州崑劇院黨支部委員會副書記兼副院長。

## 生平
師承王傳凇。他在1977年考進江蘇省蘇州崑劇院的前身江蘇省蘇崑劇團。曾隨團到香港、日本、台灣表演。